# Fritz-Hugo Backman
Fritz-Hugo Backman, född 28 februari 1907 i Berlin, död 8 april 1993 i Helsingfors, var en tysk-finländsk skådespelare och teaterchef.

## Biografi
Backman var son till teaterchefen Mia Backman och studerade, förutom hos sin moder, under Olga Poppius, Sven Hildén, Jaakko Korhonen och Hermann Thimig i Wien. Backman verkade som skådespelare vid Helsingfors folkteater 1927–1936, Viborgs stadsteater 1936–1937 och Finlands nationalteater 1941–1943. Han verkade som chef för teatern i Björneborg 1943–1947, liksom vid stadsteatern i Lahtis 1947–1953 samt 1959–1963 och vid Tavastehus stadsteater 1963–1965. Backman arbetade som skådespelare vid Nationalteatern 1965–1970. Han medverkade även i 20 TV-serier och TV-filmer.
Åren 1934–1947 var Backman gift med skådespelaren Martta Kontula samt med skådespelaren Asta Backman 1943–1993. 1962 tilldelades Backman Pro Finlandia-medaljen samt Finlands skådespelarsällskaps guldmedalj.